# مفوضية الاعتماد الأكاديمي
مفوضية الاعتماد الأكاديمي (CAA)، هي وكالة تابعة للحكومة الاتحادية لدولة الإمارات العربية المتحدة، ولها دور قيادي ووطني لضمان جودة التعليم العالي بالدولة، من خلال العمل التعاوني المشترك مع مؤسسات التعليم العالي. كما تلعب المفوضية دورًا قياديًا رئيسيًا في تأمين وتطوير جودة التعليم العالي في دولة الإمارات العربية المتحدة. ومن أولويات المفوضية الرئيسية ضمان وتطبيق المعايير الأكاديمية على مؤسسات التعليم العالي بالدولة، وضمان وتعزيز جودة فرص التعلم المقدمة للطلاب في هذه المؤسسات. كما تقوم بترخيص مؤسسات التعليم العالي في الدولة واعتماد برامجها الأكاديمية. من أجل الحصول على الاعتراف الاتحادي والسجل الوطني، يجب على مؤسسات التعليم العالي الحصول على ترخيص مؤسسي واعتماد برامجها المختلفة من قبل المفوضية بما في ذلك برامج الدبلوم والدبلوم العالي كجزء من البكالوريوس  والبكالوريوس ودبلوم الدراسات العليا والماجستير والدكتوراه. وتتراوح هذه البرامج من المستوى 6-8 وفقًا لمنظومة المؤهلات الوطنية في الإمارات بدولة الإمارات العربية المتحدة (NQF UAE).

## الرسالة والأهداف الاستراتيجية
رسالة المفوضية: «تسعى المفوضية كهيئة اتحادية إلى ضمان جودة وتعزيز التميز التعليمي بمختلف مؤسسات التعليم العالي في دولة الإمارات العربية المتحدة، وذلك من خلال ترخيص مؤسسات التعليم العالي واعتماد البرامج المختلفة فيها، وتسعى المفوضية جاهدة لضمان تعليم عالي الجودة يتوافق مع المعايير الدولية».

### أهداف المفوضية[3]
- ضمان الجودة والمعايير الأكاديمية: الحفاظ على وتنفيذ إطار الجودة الذي يضمن عمل مؤسسات التعليم العالي في دولة الإمارات العربية المتحدة، بما يتماشى مع المعايير الأكاديمية والإدارية والتنظيمية والتشغيلية الدولية.
- الخدمات المتنوعة: تقديم مجموعة واسعة من الخدمات والأنشطة الاكاديمية التي تعزز الجودة.
- ضمان عملية فعالة: تقديم عمليات فعالة لتحسين جودة الإجراءات لتطوير قطاع التعليم العالي.
- العلاقات الدولية: لعب دور نشط وتعاوني ومؤثر في المجتمع الدولي لهيئات ضمان الجودة للتعليم العالي.

## الهيكل التنظيمي للمفوضية
ترتبط المفوضية بوزارة التعليم العالي والبحث العلمي (MoHESR) التابعة للحكومة الاتحادية الإماراتية، وتتخذ من العاصمة الإماراتية أبو ظبي مقرا لها. ويشمل اختصاصها جميع الإمارات السبع في دولة الإمارات العربية المتحدة وحرم فروع الجامعات الدولية المتواجدة في الدولة. يعمل لدى المفوضية عدد من المفوضين في مختلف التخصصات بما في ذلك إدارة الأعمال، والهندسة، والعلوم البحتة، وعلوم الحاسوب، والقانون، والعلوم الصحية، والعلوم الإنسانية. وتشمل المفوضية مجلسا للمفوضين يتكون من المدير التنفيذي وعضوية جميع المفوضين. يجتمع المجلس مرة واحدة في الشهر على الأقل، ويوافق على جميع إجراءات وقرارات الترخيص والاعتماد المتعلقة بمؤسسات التعليم العالي. كما تتضمن المفوضية مجموعة من الموظفين الإداريين والتنفيذيين الذين يهتمون بالجودة والأرشفة والخدمات اللوجستية. وللمفوضية لجنة استشارية استراتيجية تتكون من عدد من أصحاب الاختصاص من مختلف قطاعات مؤسسات التعليم العالي في الدولة. وتوفر المفوضية دعمًا استراتيجيًا أكاديميًا للقيادة العليا لوزارة التعليم العالي والبحث العلمي.

## نبذة تاريخية
تأسست المفوضية في عام 1999 تحت مظلة وزارة التعليم العالي والبحث العلمي بغرض ضمان جودة مؤسسات التعليم العالي الخاصة والتأكد من أن برامجها تتوافق مع معايير الجودة الدولية، ولقد تم توسيع نطاق أنشطة المفوضية في عام 2012 لتشمل ترخيص واعتماد جميع مؤسسات التعليم العالي في الدولة، بما في ذلك مؤسسات التعليم العالي الحكومية. وتتحمل المفوضية مسؤولية الموافقة على التغييرات الجوهرية لتلك المؤسسات وبرامجها، وتتولى عمليات المراجعة الأكاديمية لأنشطتها. كما أنها توفر المشورة والدعم وفرص التطوير لمؤسسات التعليم العالي بما يتماشى مع رسالتها.

## العلاقات الدولية
المفوضية عضو في عدد من الهيئات الدولية ذات الصلة، مثل الشبكة العربية لضمان الجودة في التعليم العالي (ANQAHE)، والشبكة الدولية لوكالات ضمان الجودة في التعليم العالي (INQAAHE)، كما أنه معترف بها من قبل الاتحاد العالمي للتعليم الطبي (WFME). وللمفوضية علاقات تعاونية مع عدد من المؤسسات الدولية المعنية بالاعتماد من خلال مذكرات تفاهم، مثل رابطة تطوير كليات إدارة الأعمال الدولية (AACSB)، ومجلس اعتماد تعليم الصيدلة (ACPE).

## الترخيص المؤسسي واعتماد البرامج
يعتبر الترخيص المؤسسي واعتماد البرامج من الأنشطة الأساسية للمفوضية. ويجب على مؤسسات التعليم العالي المرخصة الالتزام بمعايير الأداء التي تغطي جميع أنشطتها، واتباع مبادئ التحسين المستمر، وتقديم أدلة وشواهد على تحقيق مخرجات التعلم المتوقعة. وتحصل مؤسسات التعليم العالي على ترخيص واعتماد البرامج من خلال تقديم طلب ووثائق داعمة إلى المفوضية، والتي تتبعها عادة زيارات ميدانية للمؤسسات من قبل المفوضين ولجان متخصصة من الأكاديميين الدوليين ذوي الخبرة المناسبة (فريق التقويم الخارجي). ويقوم فريق التقويم الخارجي بمراجعة المؤسسات وبرامجها حسب متطلبات المفوضية الخاصة بالترخيص المؤسسي واعتماد البرامج. ويمكن أن يضع الفريق متطلبات يجب على المؤسسات تلبيتها، ليتم التوصية بالموافقة عليها إلى مجلس المفوضين للحصول على الترخيص المؤسسي واعتماد البرامج. ويتم تطبيق المتطلبات بشكل متخصص عند النظر في طلبات الترخيص أو اعتماد البرامج.

### التقييم القائم على المخاطر
تحدد المفوضية اعتمادًا على المراجعات والزيارة التقييمية بالإضافة إلى والوثائق المقدمة من قبل المؤسسة مستوى الخطر الخاص بالمؤسسة، ويتم تصنيف المؤسسة على أنها ذات ثقة عالية (منخفضة المخاطر)، أو ثقة متوسطة (متوسطة المخاطر)، أو ثقة منخفضة (عالية المخاطر).

### الترخيص المؤسسي[4]
يتم منح المؤسسة ترخيصا أوليا لمدة تصل إلى ثلاث سنوات، شريطة أن تمتلك المؤسسة رسالة مناسبة للتعليم العالي، وهيكلية وحوكمة، ولوائح داخلية، وتعليمات، وسياسات وإجراءات، وموارد مادية ومالية، وبرامج تعليمية، وأعضاء هيئة تدريس وغيرهم من الموظفين، وتدابير ضمان الجودة الكافية لإنجاز مهمتها. ويمكن منح تجديد الترخيص لمدة سنتين أو اربع أو ست سنوات وفقًا لنتائج التقييم المؤسسي القائم على المخاطر https://www.caa.ae/Pages/Institutes/All.aspx.

### اعتماد البرنامج[5]
يهدف الاعتماد الأولي للبرنامج إلى ضمان وجود منهج دراسي كامل وخدمات دعم مساندة. ويقوم فريق التقويم الخارجي بتقييم هيكل البرنامج والمساقات المكونة له، والمتطلبات من أعضاء هيئة التدريس المتخصصين، وموارد التعليم والتعلم، والخدمات والمرافق المناسبة. ويتم منح الاعتماد الأولي للبرنامج حتى تخريج الفوج الأول من الطلبة، حيث يتطلب تجديد اعتماد البرنامج بعد تخريج الفوج أول من الطلبة . ويقيم فريق التقويم الخارجي ما إذا كانت المخرجات التعليمية المتوقعة للبرنامج قد تم تحقيقها، بما في ذلك تحقيق المعايير الأكاديمية وبما يتماشى مع المعايير الدولية، وكذلك تقييم تجربة الطلبة. ويكون تجديد الاعتماد لمدة اثنان أو اربع أو ست سنوات بناءً على نتائج التقييم المؤسسي القائم على المخاطر https://www.caa.ae/Pages/Programs/All.aspx.

### التدقيق
تقوم المفوضية بمراجعة دورية لأنشطة مؤسسات التعليم العالي الأكاديمية. كما أنها تبحث في المخاوف بشأن توفير التعليم الأكاديمي حسب المتطلبات. وكذلك توفر المشورة والدعم وفرص التطوير لمؤسسات التعليم العالي بما يتماشى مع مهمتها. تم دعم المعايير بمجموعة شاملة من الوثائق التوجيهية التي تتضمن أدلة إجرائية كدليل الترخيص المبدئي، ودليل تجديد الترخيص، ودليل الاعتماد المبدئي للبرامج، ودليل تجديد اعتماد البرامج، ودليل فريق المراجعة الخارجية، ودليل إطار المؤهلات الوطنية لدولة الإمارات العربية المتحدة، والدليل التوجيهي للمخرجات المعتمدة على النتائج.

## معايير الترخيص المؤسسي واعتماد البرامج
تم تصميم متطلبات المفوضية للترخيص المؤسسي واعتماد البرامج لتعزيز فعالية الجودة المؤسسية، ولتوفير الضمان للطلبة المحتملين وأسرهم وأصحاب العمل وغيرهم من أصحاب المصلحة بأن المؤسسات التعليمية المرخصة وبرامجها تلبي مستويات الجودة بما يتفق مع الممارسة الدولية الحديثة وتتيح لهم الاختيار المهني.
تحدد متطلبات المفوضية للترخيص المؤسسي واعتماد البرامج التي يجب أن تلبيها جميع مؤسسات التعليم العالي العاملة في دولة الإمارات العربية المتحدة من أجل أن يتم ترخيصها واعتماد برامجها. ولقد أصدرت المفوضية أول معايير للترخيص المؤسسي واعتماد البرامج في عام 2001. وشملت المراجعات والتطويرات اللاحقة للمعايير نشر معايير خاصة للترخيص والاعتماد بالتعلم الإلكتروني والتعلم عن بعد في عام 2007. ومن ثم معايير الترخيص والاعتماد للتعليم الفني والمهني في عام 2009. والمعايير (الإصدار 6؛ 2019) التي معايير التعلم الإلكتروني، ويتضمن الإصدار الحديث من مؤشرات الأداء المعتمدة على النتائج على 24 مؤشر أداء يشمل كافة مجالات العملية التعليمية.